# Szkarłatna litera (film 1995)
Szkarłatna litera – amerykański melodramat z 1995 roku na podstawie powieści Nathaniela Hawthorne’a.

## Główne role
- Demi Moore - Hester Prynne
- Gary Oldman - Wielebny Arthur Dimmesdale
- Robert Duvall - Roger Chillingworth
- Lisa Joliffe-Andoh - Mituba
- Edward Hardwicke - John Bellingham
- Robert Prosky - Horace Stonehall
- Roy Dotrice - Thomas Cheever
- Joan Plowright - Harriet Hibbons
- Malcolm Storry - Major Dunsmuir
- James Bearden - Goodman Mortimer
- Larissa Laskin - Goody Mortimer
- Amy Wright - Goody Gotwick
- George Aguilar - Johnny Sassamon

## Nagrody i nominacje
Złota Malina 1995
- Najgorszy remake lub sequel - Roland Joffé, Andrew G. Vajna
- Najgorszy film - Roland Joffé, Andrew G. Vajna (nominacja)
- Najgorsza reżyseria - Roland Joffé (nominacja)
- Najgorszy scenariusz - Douglas Day Stewart (nominacja)
- Najgorsza aktorka - Demi Moore (nominacja)
- Najgorszy aktor drugoplanowy - Robert Duvall (nominacja)
- Najgorsza para - Demi Moore, Robert Duvall, Gary Oldman (nominacja)